# 波音公務機

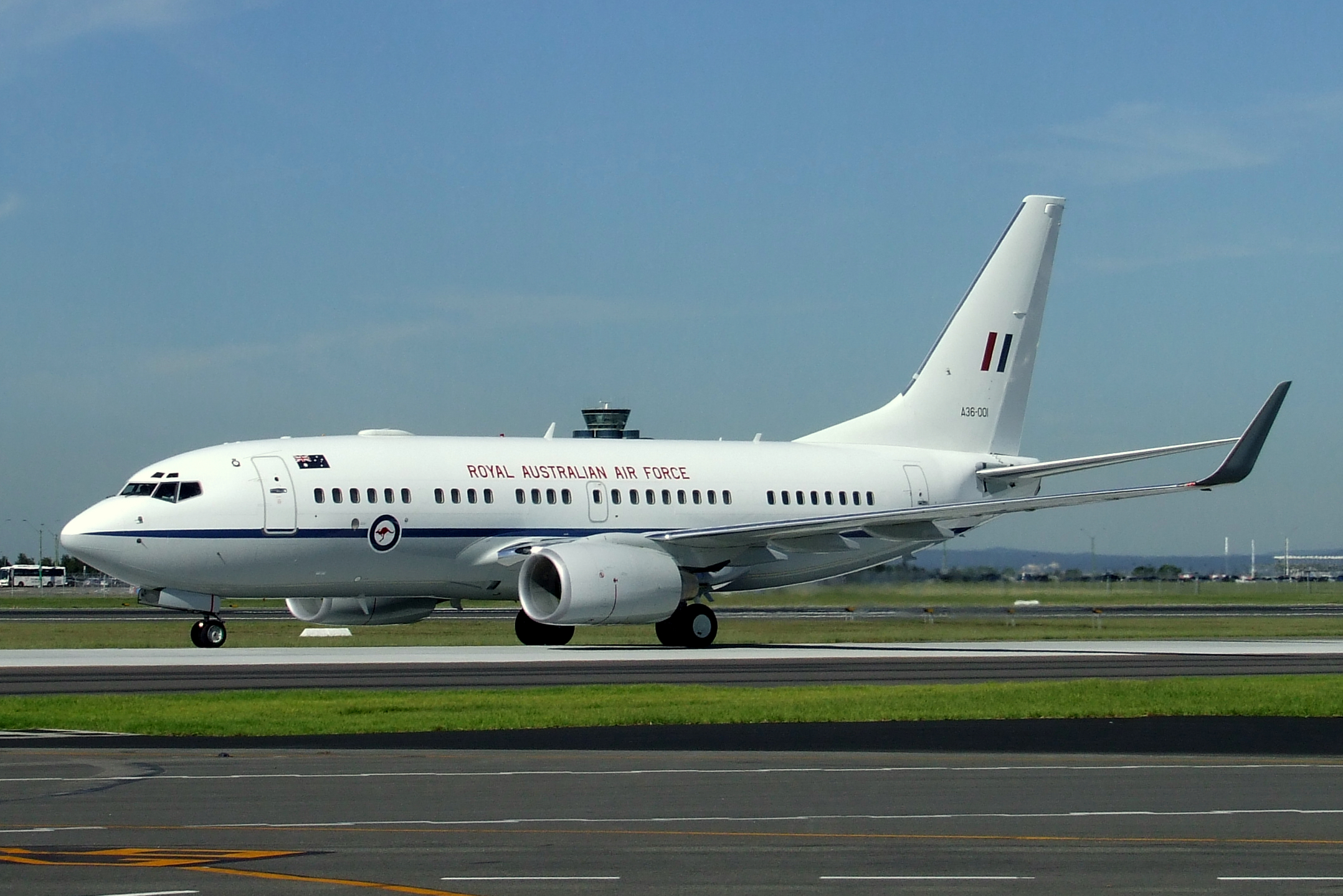
皇家澳大利亞空軍的一架波音737–700公務機在悉尼機場

波音公務機（英語：Boeing Business Jet，簡稱BBJ）是波音客機的商務噴射機版本的總稱，最初只是波音737系列。這類公務機通常會設置25至50個座位，佈局一般包括一間主臥室，帶淋浴設施的衛生間，會議/用餐區及生活區。
現今的波音公務機藍本除737外，已擴展至波音777、波音787和波音747-8洲際客機。

## 概述
波音公務機（BBJ）最初指採用公務機內部佈局以提供私人噴射機服務的波音737。BBJ1的藍本為737-700，在一些特征上與737-800相同。BBJ2和BBJ3則分別由737-800和737-900ER演化而來。這些BBJ型號均在一般波音737的基礎上有一定改進。
波音公務機在普通737基礎上的變化包括：
- 標配融合式翼尖小翼以節省3-5%的燃料（普通737最初選配小翼）
- 和少数波音737一样自带登机梯，以便乘客在地面服務設施不足的機場上下機
- 額外油箱，以保證洲際航程
- ETOPS-180認證

在波音推出BBJ后，空中客车隨之在空中客車A319的基礎上推出空客公務機（ACJ），機身更長的A320CJ和更短的A318精英型。其他與之競爭的更小機型包括世襲1000，庞巴迪环球快车，灣流G550和灣流G650。
2019年，隨著波音737NG銷量減少以及737MAX被禁飛，BBJ的窄體型號暫時全面停止生產，並於2021年正式停產。

## 型號

### 窄體型號

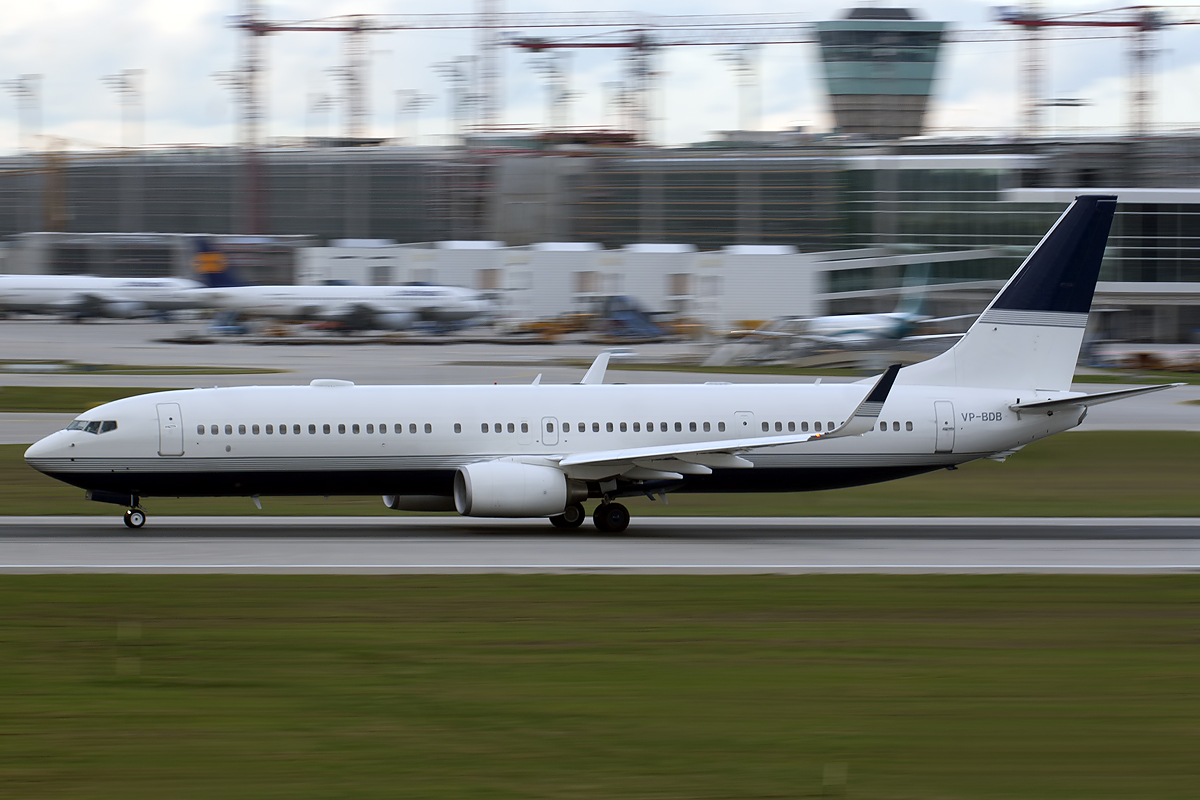
一架波音737-900ER（BBJ3）

- BBJ或BBJ1在737-700的基礎上演化而來，是737-700ER型的基礎，也是BBJ系列的第一個型號。在美国空军，737-700BBJ被稱為C-40B“快船”型。现已停产。
- BBJ2在737-800的基礎上演化而來。现已停产。
- BBJ3在737-900ER的基礎上演化而來。现已停产。
- BBJ C是BBJ的快速改裝版本，從737-700C演化而來，此型飛機可在一次航行中用於要人運輸，其後可快速改為貨機進行貨物的運輸。现已停产。
- BBJ MAX 8和BBJ MAX 9是計劃中的波音737MAX 8和MAX 9的公務機版本。[3]由于其设计缺陷导致的狮子航空610号班机空难与埃塞俄比亚航空302号班机空难而一度被禁飞。现已恢复运营。

### 寬體型號

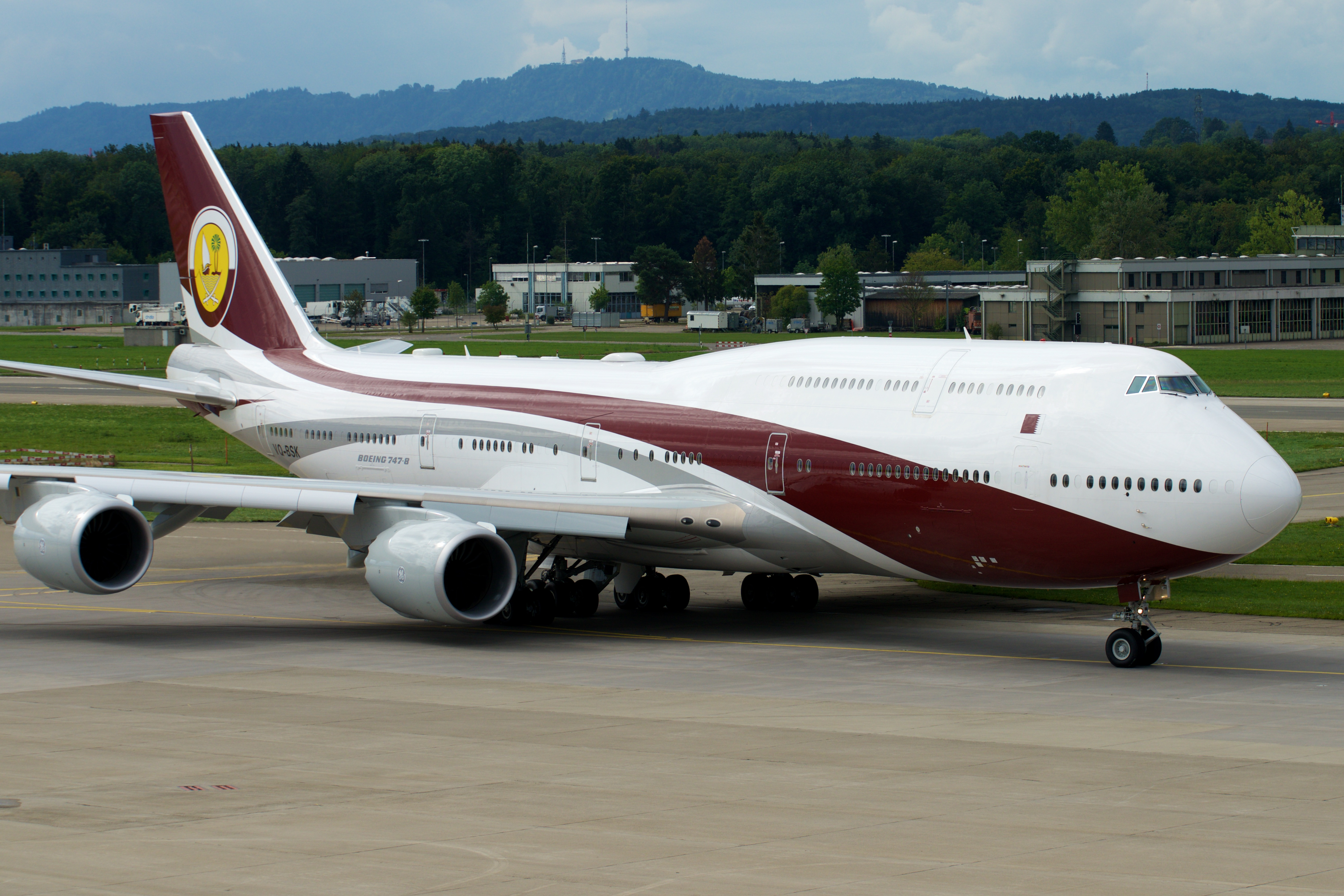
卡塔尔波音747-8专机

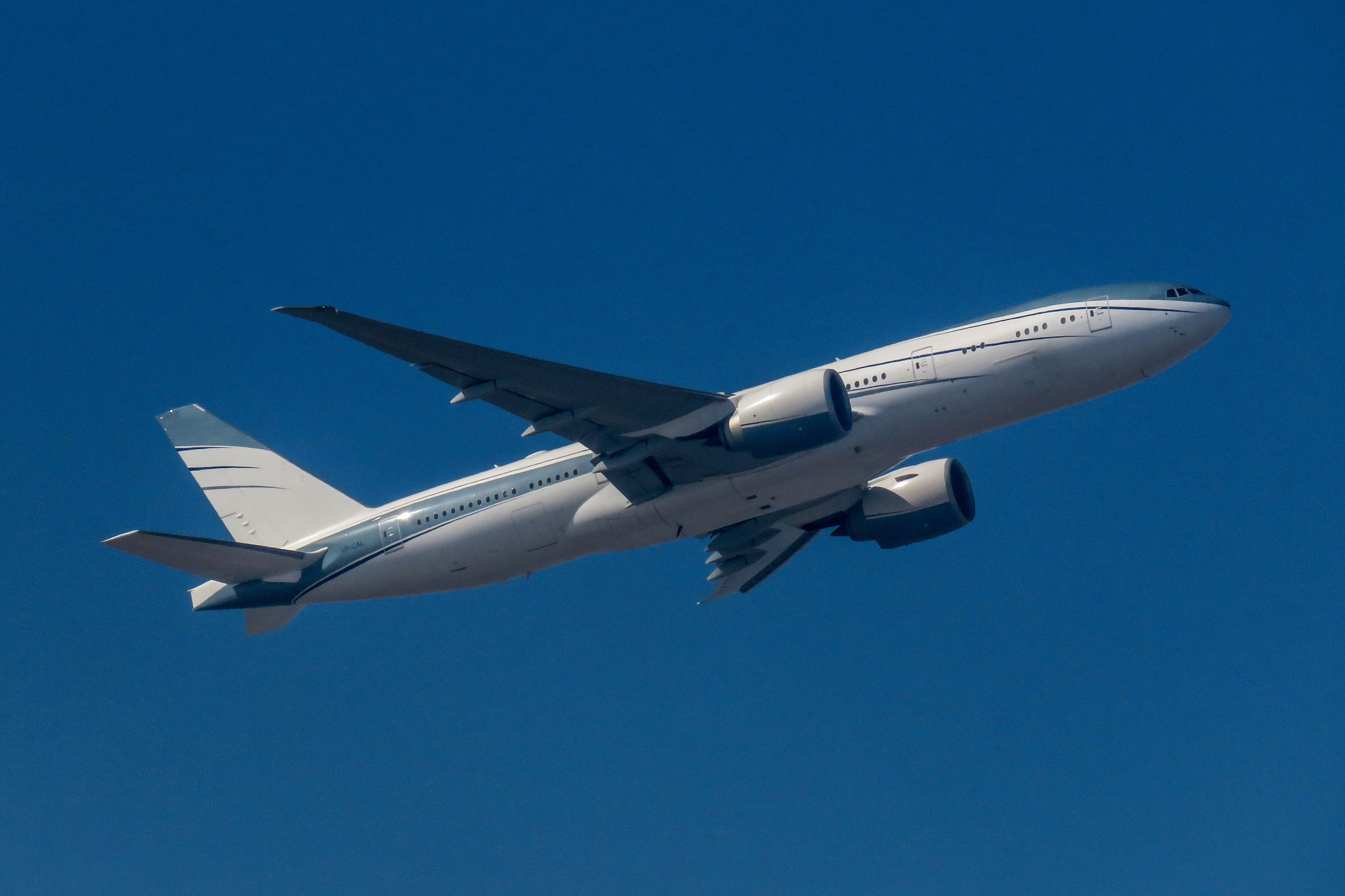
波音777-200LR公务机

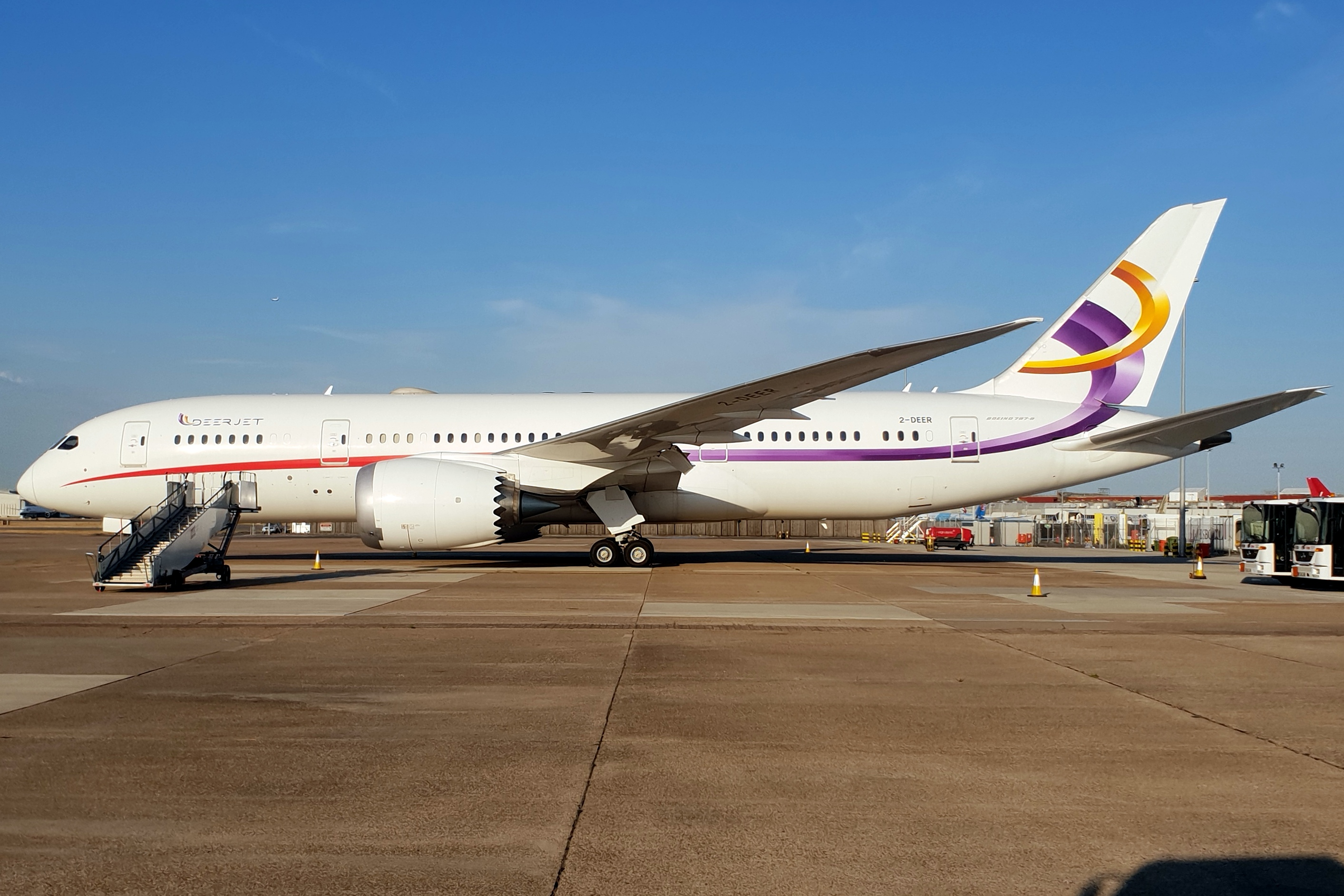
金鹿航空编号2-DEER的波音787公务机

- 747 VIP：波音747-8的公務機版本，目前有七架飛機的訂單。貴賓型747在交付時是沒有任何內飾的“綠飛機”，因此用戶可按個人愛好設計其內飾。該型號的航程為9260海里（17150公里）。
- 777 VIP：波音777的公務機版本，是波音777-200LR的修改版，航程為10100海里（18700公里），目前已生產兩架。
- 787 VIP：波音公務機部訂購的波音787-8/-9，目前有八架的訂單。與747VIP一樣，波音787VIP在交付時也沒有任何內飾。-8型的航程為9590海里（17760公里），-9型的航程為9950海里（18430公里）。
- BBJ 777X：波音777X的公务机版本，用于替代原来的777 VIP。目前计划于首架商用777X交付后开始投产。當中，BBJ 777-8的航程長達11645海里（21570公里），將超越ACJ350成為全球航程最長的飛機。

### 訂購及交付史
波音公務機的訂單數量與交付數量（1996年7月-2015年12月31日）
| BBJ/VIP型號              | 訂單數量 | 交付數量 | 在役數量 |
| ------------------------ | -------- | -------- | -------- |
| 波音737                  | 15       | 13       | 11       |
| BBJ（BBJ2，BBJ3，BBJ C） | 164      | 161      | 151      |
| BBJ MAX                  | 9        | 0        | 0        |
| 波音757                  | 5        | 5        | 5        |
| 波音767                  | 8        | 8        | 8        |
| 波音777                  | 9        | 7        | 5        |
| 波音787                  | 15       | 9        | 1        |
| 波音747-400              | 3        | 3        | 3        |
| 波音747-8                | 9        | 8        | 0        |
| 合計                     | 237      | 214      | 187      |

來源 www.boeing.com  （页面存档备份，存于）

## 用戶

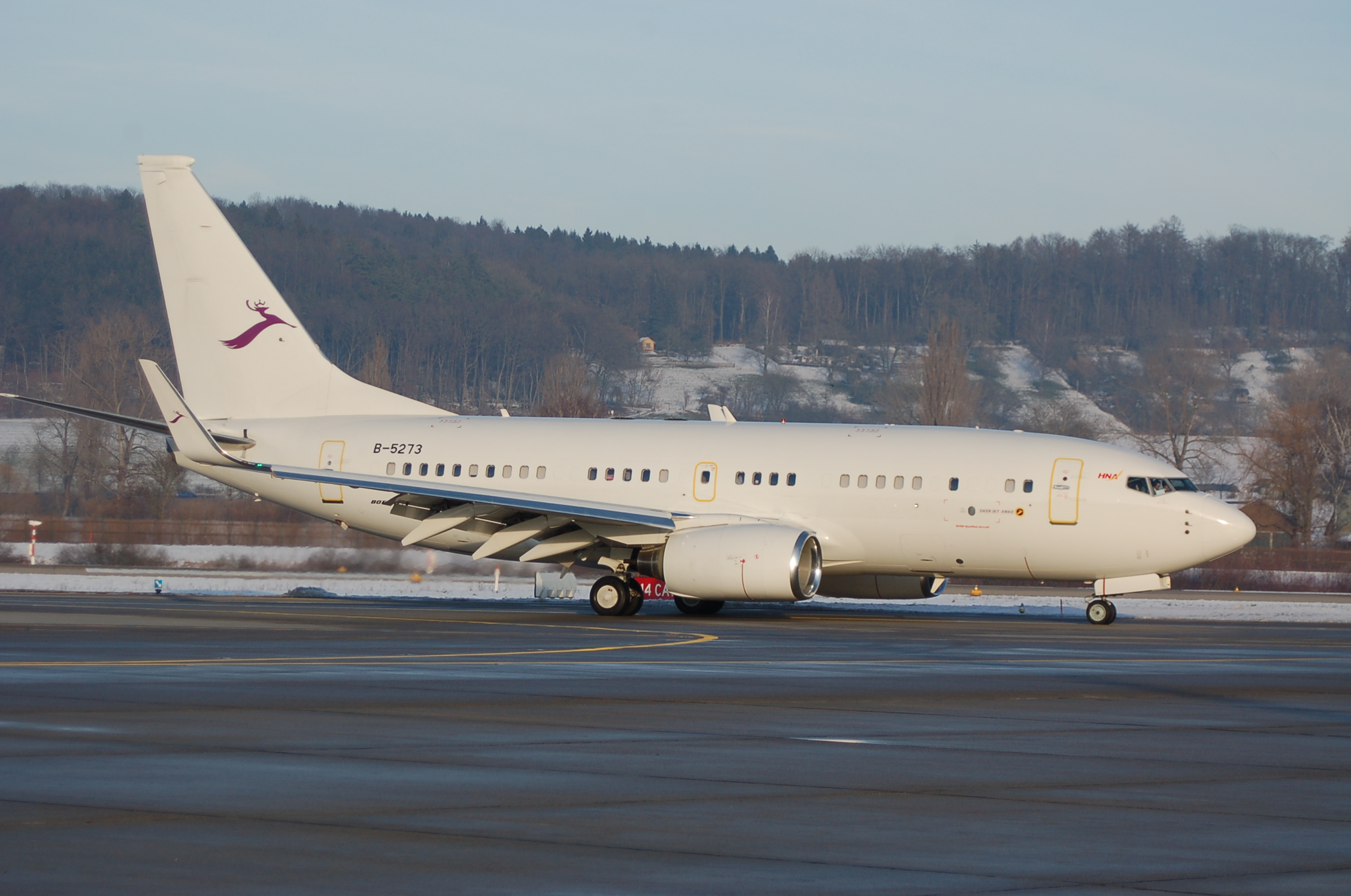
金鹿公務航空的波音737-700BBJ

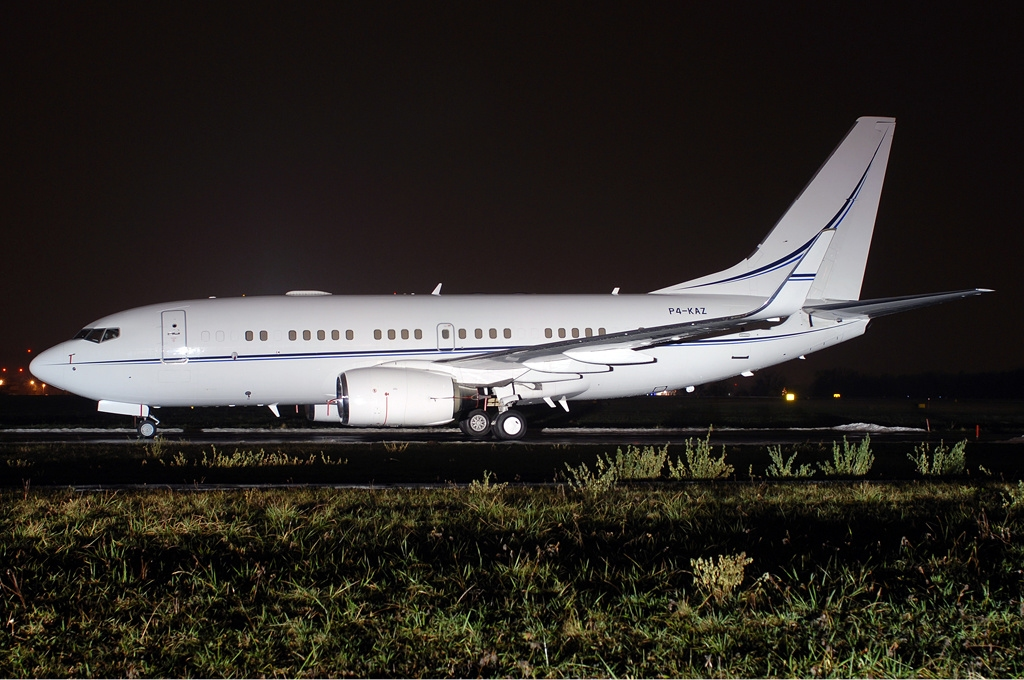
哈薩克斯坦空軍的波音737-700BBJ

### 行政專機
阿根廷阿根廷空軍（1架訂購中）
 皇家澳大利亞空軍（2架租借）BBJ
- 皇家澳大利亞空軍第34中隊

 白俄羅斯白俄羅斯空軍（2架）767-32K（EW-001PB）和BBJ2
 哥伦比亚哥倫比亞空軍（1架）
 印度印度空軍（3架）
 印度尼西亞總統專機（1架）BBJ2
 哈萨克斯坦共和国武装力量（1架）
 科威特科威特空軍（2架）
 马达加斯加總統專機（1架）
 马来西亚马来西亚皇家空军（1架）
 奈及利亞尼日利亞空軍（1架）
 南非南非空軍（1架）
 突尼西亞突尼斯政府（1架）
 阿联酋皇家噴射（6架）BBJ2用於政府貴賓專機
 摩洛哥摩洛哥皇家空軍（2架）
 中國中国国际航空（1架）
 大韩航空（12架）

### 公务航空
中國金鹿公務（14架）
 中國北京航空（前身为陕西鳳凰公務航空）（1架）
 香港美捷香港商用飛機（1架）
 沙烏地阿拉伯中东喷射航空（3架）
 瑞士瑞士私人航空（2架）
 大韩公务航空

## 規格
| 型號         | BBJ MAX 8                                  | BBJ 777-9                                                    |
| ------------ | ------------------------------------------ | ------------------------------------------------------------ |
| 機師數       | 2                                          | 2                                                            |
| 載客量       | 8                                          | 25                                                           |
| 長度         | 129英尺6英寸（39.5米）                     | 251英尺9英寸（76.7米）                                       |
| 翼展         | 117英尺10英寸（35.9米）                    | 展開後:235英尺6英寸（71.8米） 展開前: 212英尺8英寸（64.8米） |
| 高度         | 40英尺4英寸（12.3米）                      | 64英尺7英寸（19.7米）                                        |
| 空載重量     | 109,890磅（49.8 t）                        | 450,000磅（204 t）                                           |
| 最大起飛重量 | 181,200磅（82.2 t）                        | 775,000磅（352 t）                                           |
| 航距         | 12,297 km（6,640 nmi）                     | 20,370 km（11,000 nmi）                                      |
| 最大巡航高度 | 12,496米（41,000英尺）                     | 12,496米（41,000英尺）                                       |
| 燃油容量     | 10,470加侖 / 39,633升（安裝7個輔助油箱時） | 52,300加侖 / 197,977升                                       |
| 發動機       | 2 × CFM International LEAP-1B              | 2 × 通用电气GE9X-105B1A                                      |

## 外部連結
- BBJ官網 （页面存档备份，存于）.
- 787 and 747-8 BBJs announced （页面存档备份，存于）